# Eurochart Hot 100 Singles
European Hot 100 Singles je europska lista najboljih singlova koju su osnovali časopis Billboard i Music & Media u ožujku 1984. Lista je zasnovana na dobivenim podacima iz 15 europskih zemalja: Austrija, Belgija (posebno Flandrija i Valonija), Danska, Francuska, Finska, Njemačka, Mađarska, Irska, Italija, Nizozemska, Norveška, Španjolska, Švedska, Švicarska i Ujedinjeno Kraljevstvo.

## Povijest
Prva europska ljestvica krenula je pod nazivom "Europarade" i to 1976. u Nizozemskoj. Tada je lista prikupljala podatke o Top 15 singlova iz 6 država (UK, Francuska, Njemačka, Nizozemska, Belgija i Španjolska). Pjesmama bi davali određen broj bodova ovisno o plasmanu. Italija i Danska su dodane 1979., dok su sljedeće godine dodane i Austrija i Švicarska. Kao 11. država je dodana Irska u listopadu 1983.
U ožujku 1984. Music & Media u Amsterdamu su započeli vlastitu europsku listu koju su nazvali "The Eurochart Hot 100". Ova lista osim pozicije singla, u obzir uzimala i udjel države u prodaji tj. veličinu tržišta te države. Od 1986. – 1987. je lista imala i emisiju na televiziji.
Eurochart je postala glavna europska lista singlova, pogotovo time što su uključene više država, Music & Media je postala vlasništvo časopisa Billboard u siječnju 1986.
Od studenog 1986. ova je lista postala službena europska lista, koju sve do danas objavljuje Billboard.

## Postignuća

### Postignuća izvođača

#### Izvođači s najviše brojeva 1
- Madonna (15)
- ABBA (13)
- Michael Jackson (10)
- Eminem (7)
- Boney M. (6)
- Britney Spears (6)
- Justin Timberlake (6)
- Black Eyed Peas (5)
- Elton John (5)
- Whitney Houston (5)

#### Izvođači koji su sami sebe zamijenili na 1. mjestu
- Madonna

"True Blue" je zamijenila "Papa Don't Preach" (listopad 1986.)
- Michael Jackson

"Bad" je zamijenio "I Just Can't Stop Loving You" (listopad 1987.)
- Spice Girls

"Say You'll Be There" je zamijenila "Wannabe" (studeni 1996.)
- Black Eyed Peas

"Meet Me Halfway" je zamijenio "I Gotta Feeling" (prosinac 2009.)

### Postignuća pjesama

#### Pjesme koje su najduže ostale na broju 1
- 18 tjedana

"(Everything I Do) I Do It for You" - Bryan Adams (1991.)
- 17 tjedana

"My Heart Will Go On" - Céline Dion (1998.)
"The Ketchup Song" - Las Ketchup (2002.)
- 16 tjedana

"Can't Get You Out of My Head" - Kylie Minogue (2001.)
"Poker Face" - Lady Gaga (2009.)
- 15 tjedana

"Lambada" - Kaoma (1989)
"Rhythm Is a Dancer" - Snap! (1992) (isprekidano)
"Without Me" - Eminem (2002)
"Hips Don't Lie" - Shakira ft. Wyclef Jean (2006.) (isprekidano)
"Apologize" by Timbaland ft. OneRepublic (2007.) (isprekidano)
- 14 tjedana

"I Just Called to Say I Love You" - Stevie Wonder (1984.)
"Gangsta's Paradise" - Coolio ft. L.V. (1995.) (isprekidano)
"Belive" - Cher (1999.)
- 13 tjedana

"Rivers of Babylon"/"Brown Girl in the Ring" - Boney M (1978.)
"I Will Always Love You" - Whitney Houston (1993.)
"Love Is All Around" - Wet Wet Wet (1994.)
"Children" - Robert Miles (1996.)
"Whenever, Wherever" - Shakira (2002.)
"Shut Up" - Black Eyed Peas (2003.)

#### Pjesme na broju 1 koje nisu na engleskom jeziku
- "Ein Bißchen Frieden" - Nicole(njemački - 22. svibnja 1982. 7 tjedana)
- "99 Luftballons" - Nena (njemački - 2. travnja 1983. 5 tjedana)
- "Rock Me Amadeus" - Falco (njemački - 27. srpnja 1985. 2 tjedna)
- "Yé ké yé ké" - Mory Kanté (Mandinka - 18. lipnja 1988. 3 tjedna)
- "Im Nin'Alu" - Ofra Haza (hebrejski - 6. kolovoza 1988. 2 tjedna)
- "Lambada" - Kaoma (portugalski - 23. rujna 1989. 15 tjedana)
- "Sadeness Part I" - Enigma (francuski/latinski - 12. siječnja 1991. 9 tjedana)
- "Macarena" - Los Del Rio (španjolski/engleski - 22. lipnja 1996. 4. tjedna)
- "Con te partirò/Time to Say Goodbye" - Andrea Bocelli & Sarah Brightman (talijanski/engleski - 7. lipnja 1997. 1 tjedan)
- "La Copa de la Vida" - Ricky Martin (španjolski - 20. lipnja 1998. 5 tjedana)
- "Dragostea Din Tei" by O-Zone (rumunjski - 26. lipnja 2004. 12 tjedana)
- "Obsesión" - Aventura (španjolski - 18. rujna 2004. 6. tjedana)
- "I Know You Want Me (Calle Ocho)" - Pitbull (španjolski/engleski - 1. kolovoza 2009. 5 tjedana)

## Vanjska povezniva
- Billboard European Hot 100 Singles